# Alors on jase
Alors on jase était une émission produite par LP8 Média et diffusée à Radio-Canada. Dignes représentants de la quarantaine, Joël Legendre et Élyse Marquis  s'entourent tous les jours de deux collaborateurs issus d'un bassin varié : un dans la vingtaine et un qui célèbre ses soixante ans (et plus).  Un invité vedette s'ajoute au groupe et tous partagent, comme une grande famille.
Alors On Jase était réalisé par LP8 Média et les faibles cotes d'écoute ont obligé Radio-Canada à mettre fin à l'émission en avril 2014.